# Ourilândia do Norte
Ourilândia do Norte este un oraș în Pará (PA), Brazilia.